# الصر (الشاهل)

تعديل مصدري - تعديل

الصر هي إحدى قرى عزلة جانب اليمن بمديرية الشاهل التابعة لمحافظة حجة، بلغ تعداد سكانها 292 نسمة حسب تعداد اليمن لعام 2004.